# Acracio Ruiz Gutiérrez
Acracio Ruiz Gutiérrez es el nombre con el que fue conocido el militar y dirigente anarcosindicalista español José Molina Ortega (Constantina,Sevilla), 19 de febrero de 1909 - Móstoles, Comunidad de Madrid, 4 de enero de 1994). Fue compañero de la militante anarquista Suceso Portales.
Se afilió a la Confederación Nacional del Trabajo (CNT) y a la Federación Anarquista Ibérica (FAI). En 1935 vivió en Madrid donde trabajaba haciendo armaduras para la construcción.
Tras el golpe de Estado del 18 de julio de 1936 marchó con Cipriano Mera a Cuenca y después participó en la creación de la Columna España Libre y del Batallón Espartaco. Entre 1937 y 1938 fue comisario político de la 77.ª Brigada Mixta del Ejército Popular de la República. Resistió hasta el final de la guerra civil española y se marchó desde Gandía hasta Reino Unido. Durante los años 1940 fue secretario de la CNT en Reino Unido y colaboró en el periódico Reconstrucción, órgano del Movimiento Libertario Español (MLE).
Fue delegado en los congresos de la CNT de 1960 y 1961. A raíz del Congreso de Limoges de 1962 entró a formar parte de la dirección de Defensa Interior (DI) con Cipriano Mera, Germinal Esgleas, Juan García Oliver, Vicente Llansola Renau, Octavio Alberola  y Juan Jimeno Montalbán. En el congreso de 1963 lideró una candidatura opositora a Germinal Esgleas y después de su derrota en el Congreso de la CNT en Montpellier de 1965, abandonó la organización con Cipriano Mera, Acracio Bartolomé, Luis Andrés Edo, Marcelino Boticario, Octavio Alberola Suriñach, Ramón Álvarez, Josep Peirats Valls y otros.
En 1968 ocupó la secretaría del Núcleo Confederal de la CNT en Gran Bretaña. Después se instaló en Montpellier, donde trabajó de pintor y en 1972 fue miembro de la Comisión de Relaciones de los Grupos de Afinidad de Francia. En 1973 asistió a la Conferencia de la CNT en Narbona.
Con la muerte del dictador Francisco Franco en 1975 regresó a España y se instaló en Novelda (Alicante). En los años 1980 pasó a vivir en Madrid. Publicó artículos en Le Combat Syndicaliste, Esfuerzo, España Fuera de España, Mujeres Libres y Reconstrucción .